# Garðarsson
Garðarsson ist ein männlicher isländischer Name.

## Bedeutung
Der Name ist ein Patronym und bedeutet Garðars Sohn. Die weibliche Entsprechung ist Garðarsdóttir (Garðars Tochter).

## Namensträger
- Ágúst Bjarni Garðarsson (* 1987), isländischer Politiker (Fortschrittspartei)
- Finnur Garðarsson (* 1952), isländischer Schwimmer
- Gísli Örn Garðarsson (* 1973), isländischer Schauspieler und Regisseur
- Ingi Þór Garðarsson (* 1992), isländischer Musiker, siehe Ingi Bauer
- Karl Garðarsson (* 1960), isländischer Journalist und Politiker (Fortschrittspartei)
- Sverrir Garðarsson (* 1984), isländischer Fußballspieler